# Ilija Ivić
Ilija Ivić (ser. Илиja Ивић, ur. 17 lutego 1971 w Zrenjaninie) – piłkarz serbski grający na pozycji napastnika. W swojej karierze 1 razy wystąpił w reprezentacji Jugosławii. Jest bratem Vladimira Ivicia, 8-krotnego reprezentanta kraju.

## Kariera klubowa
Karierę piłkarską Ivić rozpoczął w klubie Proleter Zrenjanin. W 1988 roku zadebiutował w nim w jugosłowiańskiej drugiej lidze. W 1990 roku awansował z Proleterem do pierwszej ligi, a w 1991 roku odszedł do Crvenej zvezdy. Wraz ze Crveną zvezdą wywalczył mistrzostwo kraju w 1992 roku oraz zdobył Puchar Jugosławii w 1993 roku.
W 1994 roku Ivić przeszedł ze Crvenej zvezdy do greckiego Olympiakosu Pireus. W Olympiakosie przez kolejne lata był podstawowym zawodnikiem. W latach 1997–1999 trzykrotnie z rzędu wywalczył z Olympiakosem mistrzostwo Grecji. W 1999 roku zdobył też Puchar Grecji. W sezonie 1997/1998 był wicekrólem strzelców ligi strzelając 26 goli.
W 1999 roku Ivić został piłkarzem włoskiego Torino Calcio. Przez sezon gry w tym klubie rozegrał 19 meczów i nie zdobył gola w Serie A. W 2000 roku wrócił do Grecji i przeszedł do Arisu Saloniki. W Arisie grał przez półtora roku i na początku 2002 roku został zawodnikiem klubu AEK Ateny. Wiosną 2002 zdobył z nim Puchar Grecji. W AEK grał do 2004 roku, czyli do zakończenia swojej kariery piłkarskiej.
| Sezon   | Klub               | Kraj       | Rozgrywki     | Mecze | Bramki |
| ------- | ------------------ | ---------- | ------------- | ----- | ------ |
| 1988/89 | Proleter Zrenjanin | Jugosławia | Vtora liga    | 36    | 10     |
| 1989/90 | Proleter Zrenjanin | Jugosławia | Vtora liga    | 26    | 6      |
| 1990/91 | Proleter Zrenjanin | Jugosławia | Prva liga     | 30    | 10     |
| 1991/92 | Crvena zvezda      | Jugosławia | Prva liga     | 23    | 2      |
| 1992/93 | Crvena zvezda      | Jugosławia | Prva liga     | 28    | 13     |
| 1993/94 | Crvena zvezda      | Jugosławia | Prva liga     | 30    | 16     |
| 1994/95 | Olympiakos SFP     | Grecja     | Alpha Ethniki | 26    | 10     |
| 1995/96 | Olympiakos SFP     | Grecja     | Alpha Ethniki | 26    | 13     |
| 1996/97 | Olympiakos SFP     | Grecja     | Alpha Ethniki | 13    | 7      |
| 1997/98 | Olympiakos SFP     | Grecja     | Alpha Ethniki | 32    | 26     |
| 1998/99 | Olympiakos SFP     | Grecja     | Alpha Ethniki | 15    | 8      |
| 1999/00 | Torino Calcio      | Włochy     | Serie A       | 19    | 0      |
| 2000/01 | Aris FC            | Grecja     | Alpha Ethniki | 12    | 5      |
| 2001/02 | Aris FC            | Grecja     | Alpha Ethniki | 6     | 1      |
| 2001/02 | AEK Ateny          | Grecja     | Alpha Ethniki | 15    | 4      |
| 2002/03 | AEK Ateny          | Grecja     | Alpha Ethniki | 19    | 9      |
| 2003/04 | AEK Ateny          | Grecja     | Alpha Ethniki | 13    | 5      |

## Kariera reprezentacyjna
Swój jedyny mecz w reprezentacji Jugosławii Ivić rozegrał 2 września 1998 roku. Był to towarzyski mecz ze Szwajcarią, w którym padł remis 1:1.

## Po zakończeniu kariery
Po zakończeniu kariery piłkarskiej Ivić został dyrektorem sportowym w AEK Ateny. Funkcję tę pełnił w latach 2004–2007. W latach 2007–2008 pracował na tym samym stanowisku w Olympiakosie, a w latach 2008–2009 - w Crvenej zveździe.